# Habib Chaab
Habib Farajollah Chaab (Eyleh-ye Yek, 1º luglio 1973 – 6 maggio 2023) è stato un attivista iraniano, ucciso dalle autorità iraniane dopo essere stato rapito in Turchia in quanto esponente del Movimento di lotta araba per la liberazione di Ahwaz.

## Biografia

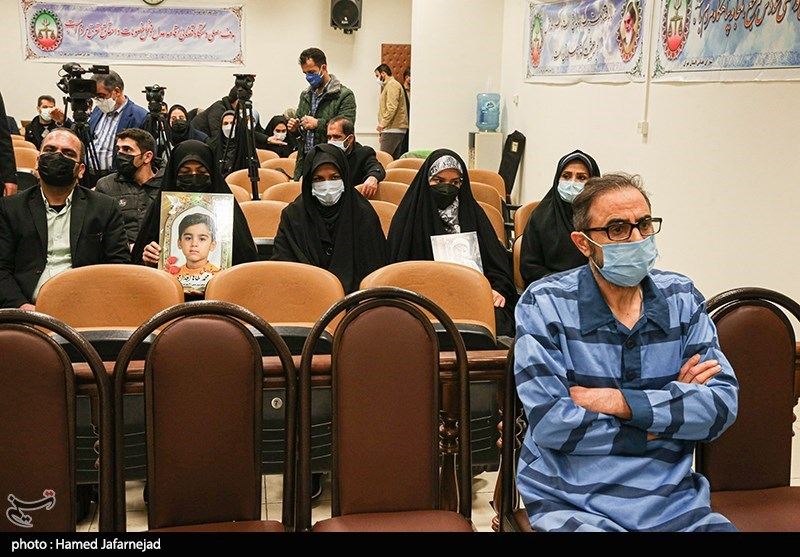
Chaab durante un'udienza in tribunale nel 2022

Esponente del Movimento di lotta araba per la liberazione di Ahwaz che aspirava l'indipendenza del Khuzestan.
Chaab viveva da 14 anni in Svezia al momento della morte, ed era regolare cittadino svedese.
Attirato in Turchia da un conoscente nell'ottobre 2020, qui viene rapito e portato in Iran. L'operosità di agenti iraniani in Turchia causò proteste internazionali, che spinsero Ankara ad arrestare 11 funzionari legati ai servizi segreti iraniani che operavano nel paese.
Le autorità iraniani accusarono Chaab di aver commesso attentati finanziati da Mossad e Säkerhetspolisen, e lo condannarono esclusivamente sulla base di una sua confessione (estorta con la tortura secondo gli osservatori internazionali).
Il processo si concluse nel gennaio 2022, la pena di morte annunciata il 6 dicembre.
Vibranti le condanne internazionali, a partire dalla Svezia che tentò di offrire assistenza legale, invano: l'Iran non riconosce infatti la doppia cittadinanza dell'oppositore.
Josep Borrell, Alto rappresentante dell'Unione per gli affari esteri e la politica di sicurezza, pubblicò in una nota: "L’Unione europea condanna con la massima fermezza l’esecuzione in Iran del cittadino svedese-iraniano Habib Chaab e ribadisce ancora una volta la sua ferma opposizione all’applicazione della pena capitale in qualsiasi circostanza [...] il numero crescente di cittadini dell’Ue e con doppia cittadinanza europea-iraniana detenuti arbitrariamente in Iran, le restrizioni imposte all’accesso consolare ai cittadini Ue e la negazione della protezione consolare e del diritto a un processo equo costituiscono una violazione diretta del diritto internazionale".
Amnesty International condannò l'impiccagione di Chaab, così come Antony Blinken.